# Olympique Lyonnais 2021-2022 (femminile)
Questa voce raccoglie le informazioni riguardanti la squadra femminile dell'Olympique Lione nelle competizioni ufficiali della stagione 2021-2022.

## Maglie e sponsor
Le tenute di gioco sono le stesse dell'Olympique Lione maschile.
| Casa | Trasferta |

## Organigramma societario
Area tecnica
- Allenatore: Sonia Bompastor
- Vice allenatore: Camille Abily
- Preparatore dei portieri: Christophe Gardié
- Preparatore atletico: Romain Segui
- Preparatore atletico: Rémi Pullara
- Medico sociale: David Mouriesse
- Fisioterapista: Thibault Aubin, Liamine Belaloui
- Analista video: Maeva Ruiz

## Rosa
Rosa, ruoli e numeri di maglia come da sito ufficiale e aggiornamenti dal sito footofeminin.fr, aggiornati al 2 febbraio 2022.
| N. |                        | Ruolo | Calciatrice              |
| -- | ---------------------- | ----- | ------------------------ |
| 1  | Cile (bandiera)        | P     | Christiane Endler        |
| 2  | Francia (bandiera)     | D     | Grace Kazadi             |
| 3  | Francia (bandiera)     | D     | Wendie Renard (capitano) |
| 4  | Francia (bandiera)     | D     | Selma Bacha              |
| 5  | Francia (bandiera)     | D     | Perle Morroni            |
| 6  | Francia (bandiera)     | C     | Amandine Henry           |
| 7  | Francia (bandiera)     | C     | Amel Majri               |
| 8  | Islanda (bandiera)     | C     | Sara Björk Gunnarsdóttir |
| 9  | Francia (bandiera)     | A     | Eugénie Le Sommer        |
| 10 | Francia (bandiera)     | C     | Dzsenifer Marozsán       |
| 11 | Spagna (bandiera)      | C     | Damaris Egurrola         |
| 12 | Australia (bandiera)   | D     | Ellie Carpenter          |
| 13 | Stati Uniti (bandiera) | C     | Catarina Macario         |
| 14 | Norvegia (bandiera)    | A     | Ada Hegerberg            |
| 14 | Danimarca (bandiera)   | A     | Signe Bruun              |
| 16 | Francia (bandiera)     | P     | Sarah Bouhaddi           |

| N. |                        | Ruolo | Calciatrice          |
| -- | ---------------------- | ----- | -------------------- |
| 17 | Paesi Bassi (bandiera) | C     | Daniëlle van de Donk |
| 18 | Francia (bandiera)     | D     | Alice Sombath        |
| 20 | Francia (bandiera)     | A     | Delphine Cascarino   |
| 21 | Canada (bandiera)      | D     | Kadeisha Buchanan    |
| 22 | Svizzera (bandiera)    | C     | Sally Julini         |
| 2  | Belgio (bandiera)      | D     | Janice Cayman        |
| 25 | Francia (bandiera)     | A     | Inès Benyahia        |
| 26 | Stati Uniti (bandiera) | C     | Lindsey Horan        |
| 27 | Francia (bandiera)     | A     | Emelyne Laurent      |
| 27 | Francia (bandiera)     | A     | Vicki Becho          |
| 28 | Francia (bandiera)     | A     | Melvine Malard       |
| 29 | Francia (bandiera)     | D     | Griedge Mbock Bathy  |
| 31 | Francia (bandiera)     | C     | Laurine Baga         |
| 34 | Francia (bandiera)     | C     | Kysha Sylla          |
| 40 | Svezia (bandiera)      | P     | Emma Holmgren        |

## Calciomercato

### Sessione estiva
| Acquisti | Acquisti             | Acquisti            | Acquisti      |
| R.       | Nome                 | da                  | Modalità      |
| -------- | -------------------- | ------------------- | ------------- |
| P        | Christiane Endler    | Paris Saint-Germain |               |
| P        | Emma Holmgren        | Eskilstuna United   |               |
| D        | Perle Morroni        | Paris Saint-Germain |               |
| D        | Grace Kazadi         | Atlético Madrid     | fine prestito |
| C        | Daniëlle van de Donk | Arsenal             |               |
| A        | Signe Bruun          | Paris Saint-Germain |               |
| A        | Emelyne Laurent      | Atlético Madrid     |               |

| Cessioni | Cessioni                | Cessioni            | Cessioni    |
| R.       | Nome                    | a                   | Modalità    |
| -------- | ----------------------- | ------------------- | ----------- |
| P        | Dolores "Lola" Gallardo | Atlético Madrid     |             |
| P        | Katriina Talaslahti     | Fleury              |             |
| D        | Sakina Karchaoui        | Paris Saint-Germain |             |
| D        | Assimina Maoulida       | Issy                | in prestito |
| D        | Manon Revelli           | Guingamp            | in prestito |
| C        | Saki Kumagai            | Bayern Monaco       | definitivo  |
| A        | Nikita Parris           | Arsenal             |             |
| A        | Jodie Taylor            | Orlando Pride       |             |

### Operazioni esterne alle sessioni
| Acquisti | Acquisti | Acquisti | Acquisti |
| R.       | Nome     | da       | Modalità |
| -------- | -------- | -------- | -------- |
|          |          |          |          |

| Cessioni | Cessioni    | Cessioni    | Cessioni    |
| R.       | Nome        | a           | Modalità    |
| -------- | ----------- | ----------- | ----------- |
| A        | Vicki Becho | Stade Reims | in prestito |

### Sessione invernale
| Acquisti | Acquisti           | Acquisti | Acquisti      |
| R.       | Nome               | da       | Modalità      |
| -------- | ------------------ | -------- | ------------- |
| P        | Sarah Bouhaddi     | OL Reign | fine prestito |
| C        | Lindsey Horan      | OL Reign | definitivo    |
| C        | Dzsenifer Marozsán | OL Reign | fine prestito |
| A        | Eugénie Le Sommer  | OL Reign | fine prestito |

| Cessioni | Cessioni     | Cessioni | Cessioni    |
| R.       | Nome         | a        | Modalità    |
| -------- | ------------ | -------- | ----------- |
| D        | Grace Kazadi | Siviglia | in prestito |
| C        | Sally Julini | Guingamp | in prestito |

## Risultati

### Division 1

#### Girone di andata
| Arbitro: | Maïka Vanderstichel |

|                                               |           |  |
| Mayi Kith 6’ (aut.) Cascarino 10’ Bacha 90+3’ | Marcatori |  |

| Arbitro: | Victoria Beyer |

|                                                                     |           |  |
| Macario 18’ Majri 28’ Malard 41’ Laurent 54’ Egurrola 56’ Bacha 84’ | Marcatori |  |

| Arbitro: | Savina Elbour |

|                                                |           |  |
| Macario 3’, 37’ Malard 36’ Bruun 47’, 67’, 78’ | Marcatori |  |

| Arbitro: | Maïka Vanderstichel |

|                                                    |           |  |
| Malard 3’ Buchanan 48’ Laurent 72’ Van de Donk 86’ | Marcatori |  |

| Arbitro: | Victoria Beyer |

|            |           |                                                          |
| Jaurena 3’ | Marcatori | 7’ Macario 26’ Majri 73’ (rig.) Mbock Bathy 87’ Egurrola |

| Arbitro: | Savina Elbour |

|                                                                |           |  |
| Bacha 33’ Torrent 45’ (aut.) Morroni 47’ Malard 59’ Julini 88’ | Marcatori |  |

| Arbitro: | Audrey Gerbel |

|           |           |                                                                       |
| Luijks 6’ | Marcatori | 5’ Macario 13’, 39’ Signe Bruun 28’ Cayman 76’ Malard 79’ Mbock Bathy |

| Arbitro: | Sílvia Andreia Rosa Domingos |

|                                                                               |           |              |
| Macario 15’ (rig.) Van de Donk 18’ Malard 55’ Egurrola 59’ Hegerberg 79’, 82’ | Marcatori | 75’ Ilestedt |

| Arbitro: | Rochebilière |

|  |           |                                              |
|  | Marcatori | 4’ Malard 6’ Macario 71’ Bruun 79’ Hegerberg |

| Arbitro: | Beyer |

|                                                    |           |  |
| Hegerberg 24’ Cayman 30’ Mbock Bathy 39’ Henry 52’ | Marcatori |  |

| Arbitro: | Collin |

|              |           |                             |
| Greboval 45’ | Marcatori | 38’ Cascarino 39’ Hegerberg |

#### Girone di ritorno
| Arbitro: | Savina Elbour |

|                                                                                  |           |  |
| Hegerberg 19’, 52’, 70’ Macario 38’, 87’ Mbock Bathy 45’ Malard 71’ Benyahia 77’ | Marcatori |  |

| Arbitro: | Emeline Rochebilière |

|                           |           |                                   |
| Petermann 18’, 44’ (rig.) | Marcatori | 5’, 88’ Mbock Bathy 42’ Le Sommer |

| Arbitro: | Audrey Gerbel |

|            |           |  |
| Malard 25’ | Marcatori |  |

| Arbitro: | Emeline Rochebilière |

|  |           |                         |
|  | Marcatori | 61’ Malard 90+3’ Renard |

| Arbitro: | Siham Benmahammed |

|            |           |            |
| Uffren 73’ | Marcatori | 79’ Malard |

| Arbitro: | Emeline Rochebilière |

|  |           |                            |
|  | Marcatori | 9’, 35’ Macario 61’ Malard |

| Arbitro: | Savina Elbour |

|  |           |                           |
|  | Marcatori | 10’ Macario 37’ Hegerberg |

| Arbitro: | Alexandra Collin |

|             |           |                           |
| Kouassi 36’ | Marcatori | 37’ Cascarino 60’ Macario |

| Arbitro: | Savina Elbour |

|                             |           |  |
| Hegerberg 45’ Cascarino 61’ | Marcatori |  |

| Arbitro: | Alexandra Collin |

|  |           |            |
|  | Marcatori | 3’ Macario |

| Arbitro: | Victoria Beyer |

|                                                       |           |  |
| Le Sommer 30’ Malard 52’ Van de Donk 82’ Renard 90+1’ | Marcatori |  |

### Coppa di Francia
| Arbitro: | Laur |

|  |           |                                            |
|  | Marcatori | 13’, 31’ Renard 24’ Marozsán 26’ Hegerberg |

| Arbitro: | Victoria Beyer |

|                                    |           |  |
| Baltimore 48’ Diani 76’ Katoto 85’ | Marcatori |  |

### UEFA Women's Champions League

#### Qualificazioni

##### Secondo turno
| Arbitro: | Jelena Međedović |

|               |           |                        |
| Crivelari 86’ | Marcatori | 80’ Malard 84’ Morroni |

| Arbitro: | Rebecca Welch |

|                       |           |             |
| Majri 60’ Macario 63’ | Marcatori | 64’ Cometti |

#### Fase a gironi
| Arbitro: | Lorraine Watson |

|  |           |                                          |
|  | Marcatori | 10’ Malard 48’ Macario 53’ (aut.) Larsen |

| Arbitro: | Cheryl Foster |

|                                                                 |           |  |
| Buchanan 29’, 63’ van de Donk 31’ Malard 53’ Macario 56’ (rig.) | Marcatori |  |

| Arbitro: | Monika Mularczyk |

|                      |           |                     |
| Cayman 50’ Henry 86’ | Marcatori | 25’ (aut.) Buchanan |

| Arbitro: | Lina Lehtovaara |

|             |           |  |
| Kumagai 69’ | Marcatori |  |

| Arbitro: | Rebecca Welch |

|  |           |                                                          |
|  | Marcatori | 1’, 45+3’ Hegerberg 27’ Renard 40’ Mbock Bathy 52’ Bruun |

| Arbitro: | Marta Huerta de Aza |

|                                                |           |  |
| Macario 35’ Hegerberg 52’ Henry 76’ Cayman 79’ | Marcatori |  |

#### Fase a eliminazione diretta
| Arbitro: | Cheryl Foster |

|                            |           |            |
| Girelli 71’ Bonfantini 83’ | Marcatori | 8’ Macario |

| Arbitro: | Riem Hussein |

|                                      |           |              |
| Hegerberg 33’ Malard 35’ Macario 73’ | Marcatori | 84’ Stašková |

| Arbitro: | Ivana Martinčić |

|                                    |           |                            |
| Renard 23’ (rig.) Macario 34’, 50’ | Marcatori | 6’ Katoto 58’ (rig.) Dudek |

| Arbitro: | Rebecca Welch |

|            |           |                          |
| Katoto 62’ | Marcatori | 14’ Hegerberg 83’ Renard |

| Arbitro: | Lina Lehtovaara |

|              |           |                                    |
| Putellas 41’ | Marcatori | 6’ Henry 23’ Hegerberg 33’ Macario |

## Statistiche

### Statistiche di squadra
| Competizione     | Punti | In casa | In casa | In casa | In casa | In casa | In casa | In trasferta | In trasferta | In trasferta | In trasferta | In trasferta | In trasferta | Totale | Totale | Totale | Totale | Totale | Totale | DR  |
| Competizione     | Punti | G       | V       | N       | P       | Gf      | Gs      | G            | V            | N            | P            | Gf           | Gs           | G      | V      | N      | P      | Gf     | Gs     | DR  |
| ---------------- | ----- | ------- | ------- | ------- | ------- | ------- | ------- | ------------ | ------------ | ------------ | ------------ | ------------ | ------------ | ------ | ------ | ------ | ------ | ------ | ------ | --- |
| Division 1       | 58    | 10      | 10      | 0       | 0       | 45      | 1       | 10           | 9            | 1            | 0            | 29           | 7            | 20     | 19     | 1      | 0      | 74     | 8      | +66 |
| Coppa di Francia | -     | -       | -       | -       | -       | -       | -       | 2            | 1            | 0            | 1            | 4            | 3            | 2      | 1      | 0      | 1      | 4      | 3      | +1  |
| Champions League | -     | 5       | 5       | 0       | 0       | 16      | 2       | 6            | 4            | 0            | 2            | 14           | 5            | 11     | 9      | 0      | 2      | 30     | 7      | +23 |
| Totale           | -     | 14      | 14      | 0       | 0       | 59      | 3       | 17           | 13           | 1            | 3            | 45           | 14           | 31     | 27     | 1      | 3      | 104    | 17     | +87 |

### Andamento in campionato
| Giornata  | 1 | 2 | 3 | 4 | 5 | 6 | 7 | 8 | 9 | 10 | 11 | 12 | 13 | 14 | 15 | 16 | 17 | 18 | 19 | 20 | 21 | 22 |
| --------- | - | - | - | - | - | - | - | - | - | -- | -- | -- | -- | -- | -- | -- | -- | -- | -- | -- | -- | -- |
| Luogo     | C | C | C | C | T | C | T | C | T | C  | T  | T  | T  | T  | T  | C  | T  | C  | T  | C  | T  | C  |
| Risultato | V | V | V | V | V | V | V | V | V | V  | V  | V  | V  | V  | V  | N  | V  | V  | V  | V  | V  | V  |
| Posizione | 3 | 1 | 1 | 1 | 1 | 1 | 1 | 1 | 1 | 1  | 1  | 1  | 1  | 1  | 1  | 1  | 1  | 1  | 1  | 1  | 1  | 1  |

Legenda:

Luogo: C = Casa; T = Trasferta. Risultato: V = Vittoria; N = Pareggio; P = Sconfitta.

### Statistiche delle giocatrici
| Giocatore        | Division 1 | Division 1 | Division 1  | Division 1 | Coppa di Francia | Coppa di Francia | Coppa di Francia | Coppa di Francia | Champions League | Champions League | Champions League | Champions League | Totale   | Totale | Totale      | Totale     |
| Giocatore        | Presenze   | Reti       | Ammonizioni | Espulsioni | Presenze         | Reti             | Ammonizioni      | Espulsioni       | Presenze         | Reti             | Ammonizioni      | Espulsioni       | Presenze | Reti   | Ammonizioni | Espulsioni |
| ---------------- | ---------- | ---------- | ----------- | ---------- | ---------------- | ---------------- | ---------------- | ---------------- | ---------------- | ---------------- | ---------------- | ---------------- | -------- | ------ | ----------- | ---------- |
| S. Bacha         | 19         | 3          | 2           | 0          | 2                | 0                | 0                | 0                | 11               | 0                | 1                | 1                | 32       | 3      | 3           | 1          |
| L. Baga          | 3          | 0          | 1           | 0          | -                | -                | -                | -                | 1                | 0                | 0                | 0                | 4        | 0      | 1           | 0          |
| N. Bahlouli      | -          | -          | -           | -          | -                | -                | -                | -                | 0                | 0                | 0                | 0                | 0        | 0      | 0           | 0          |
| V. Becho         | -          | -          | -           | -          | -                | -                | -                | -                | -                | -                | -                | -                | -        | -      | -           | -          |
| F. Belhadj       | -          | -          | -           | -          | -                | -                | -                | -                | 0                | 0                | 0                | 0                | 0        | 0      | 0           | 0          |
| I. Benyahia      | 5          | 1          | 0           | 0          | -                | -                | -                | -                | 2                | 0                | 0                | 0                | 7        | 1      | 0           | 0          |
| C. Bensalem      | 1          | 0          | 0           | 0          | -                | -                | -                | -                | -                | -                | -                | -                | 1        | 0      | 0           | 0          |
| S. Bouhaddi      | 4          | -1         | 0           | 0          | -                | -                | -                | -                | 1                | -2               | 0                | 0                | 5        | -3     | 0           | 0          |
| K. Buchanan      | 16         | 1          | 3           | 0          | 2                | 0                | 0                | 0                | 11               | 2                | 2                | 0                | 29       | 3      | 5           | 0          |
| S. Bruun         | 11         | 6          | 0           | 0          | 1                | 0                | 0                | 0                | 8                | 1                | 0                | 0                | 20       | 7      | 0           | 0          |
| E. Carpenter     | 16         | 0          | 2           | 0          | 1                | 0                | 1                | 0                | 10               | 0                | 2                | 1                | 27       | 0      | 5           | 1          |
| D. Cascarino     | 17         | 4          | 1           | 0          | 2                | 0                | 0                | 0                | 10               | 0                | 0                | 0                | 29       | 4      | 1           | 0          |
| J. Cayman        | 17         | 2          | 0           | 0          | 1                | 0                | 0                | 0                | 11               | 2                | 0                | 0                | 29       | 4      | 0           | 0          |
| D. Egurrola      | 12         | 3          | 1           | 0          | -                | -                | -                | -                | 8                | 0                | 3                | 0                | 20       | 3      | 4           | 0          |
| C. Endler        | 13         | -5         | 0           | 0          | 2                | 0                | 0                | 0                | 10               | -6               | 0                | 0                | 25       | -11    | 0           | 0          |
| D. Gunnarsdóttir | 4          | 0          | 0           | 0          | -                | -                | -                | -                | 1                | 0                | 0                | 0                | 5        | 0      | 0           | 0          |
| A. Hegerberg     | 15         | 10         | 0           | 0          | 2                | 1                | 0                | 0                | 8                | 3                | 1                | 0                | 25       | 14     | 1           | 0          |
| A. Henry         | 16         | 1          | 3           | 0          | -                | -                | -                | -                | 11               | 3                | 0                | 0                | 27       | 4      | 3           | 0          |
| E. Holmgren      | 3          | -2         | 0           | 0          | 1                | -3               | 0                | 0                | 0                | 0                | 0                | 0                | 4        | -5     | 0           | 0          |
| L. Horan         | 3          | 0          | 0           | 0          | -                | -                | -                | -                | 3                | 0                | 0                | 0                | 6        | 0      | 0           | 0          |
| S. Julini        | 4          | 1          | 0           | 0          | -                | -                | -                | -                | 1                | 0                | 0                | 0                | 5        | 1      | 0           | 0          |
| G. Kazadi        | 0          | 0          | 0           | 0          | -                | -                | -                | -                | 1                | 0                | 0                | 0                | 1        | 0      | 0           | 0          |
| E. Laurent       | 12         | 2          | 1           | 0          | 0                | 0                | 0                | 0                | 6                | 0                | 0                | 0                | 18       | 2      | 1           | 0          |
| E. Le Sommer     | 5          | 1          | 1           | 1          | 2                | 0                | 0                | 0                | 1                | 0                | 0                | 0                | 8        | 1      | 1           | 1          |
| C. Macario       | 18         | 13         | 1           | 0          | 2                | 0                | 0                | 0                | 11               | 7                | 2                | 0                | 31       | 20     | 3           | 0          |
| M. Malard        | 18         | 12         | 0           | 0          | 2                | 0                | 0                | 0                | 11               | 4                | 0                | 0                | 31       | 16     | 0           | 0          |
| A. Majri         | 5          | 2          | 0           | 0          | -                | -                | -                | -                | 2                | 1                | 0                | 0                | 7        | 3      | 0           | 0          |
| D. Marozsán      | 3          | 0          | 0           | 0          | 2                | 1                | 1                | 0                | 1                | 0                | 0                | 0                | 6        | 1      | 1           | 0          |
| G. Mbock Bathy   | 16         | 6          | 0           | 0          | 2                | 0                | 0                | 0                | 7                | 1                | 1                | 0                | 25       | 7      | 1           | 0          |
| P. Morroni       | 14         | 1          | 0           | 0          | 2                | 0                | 1                | 0                | 9                | 1                | 2                | 0                | 25       | 2      | 3           | 0          |
| A. Paljevic      | -          | -          | -           | -          | -                | -                | -                | -                | 0                | 0                | 0                | 0                | 0        | 0      | 0           | 0          |
| W. Renard        | 14         | 1          | 2           | 0          | 2                | 2                | 0                | 0                | 7                | 1                | 1                | 0                | 23       | 4      | 3           | 0          |
| K. Sylla         | 1          | 0          | 0           | 0          | -                | -                | -                | -                | 0                | 0                | 0                | 0                | 1        | 0      | 0           | 0          |
| A. Sombath       | 11         | 0          | 0           | 0          | 0                | 0                | 0                | 0                | 2                | 0                | 0                | 0                | 13       | 0      | 0           | 0          |
| D. Van de Donk   | 8          | 2          | 0           | 0          | -                | -                | -                | -                | 5                | 1                | 0                | 0                | 13       | 3      | 0           | 0          |